# Vinica (okres Veľký Krtíš)
Vinica (historicky slovensky Nekyje nad Ipľom, maďarsky Ipolynyék) je obec na Slovensku v okrese Veľký Krtíš.

## Obyvatelstvo
Počet obyvatel k 30. dubnu 2007 byl 1 890, z toho: Slováci 256 (13,54 %) obyvatel, Maďaři 1 633 (86,40 %) a 1 obyvatel neuvedl národnost.

## Krátká historie obce
Obec leží uprostřed bývalé Hontianske župy, mezi Ďarmoty a Šahami, pod kopci Krupinské planiny blízko řeky Ipeľ. Nynější obec tvoří bývalé osídlení: Dolní Nekyje, Střední Nekyje, Horní Nekyje, Kostolnica a Leklinec (vzácně i Lekninec). Nekyje jako obec jsou zmíněné poprvé v roce 1135, kdy se objevila na seznamu obcí listiny uherského krále Beli II.

## Město Nekyje
Nekyje patřily do roku 1923 mezi největší osídlení okolí. Hontianska župa měla v té době 21 míst, jedním z nich byly Nekyje. V období 1902–1923 bylo město Nekyje okresním sídlem. V roce 1923 Hontianska župa zanikla a obec patřila do Zvolenské župy. V letech 1949 až 1960 do okresu Šahy, od roku 1960 do okresu Lučenec a od 9. května 1968 se okresním sídlem stal Veľký Krtíš. 8. prosince 1905 se sjednotily Dolní Nekyje, Střední Nekyje, Horní Nekyje a Kostolnica do jedné obce Nekyje, avšak pojmenování Dolní a Horní Nekyje mezi obyvateli se používá i dnes. Po vzniku Československé republiky název obce byl Nekyje nad Ipľom až do 8. srpna 1948, když obecní zastupitelstvo v čele s jeho předsedou Ludvíkem Ličkem 800leté pojmenování obce změnilo na Vinica. Od roku 1994 ve smyslu zákona o používání jazyka menšin je úřední název obce Vinica – Ipolynyék.